# Ischyropsalis nicaea
Ischyropsalis nicaea is een hooiwagen uit de familie Ischyropsalididae.